# 天主教索科羅暨聖希爾教區
天主教索科羅暨聖希爾教區（拉丁語：Dioecesis Succursensis et Sancti Aegidii）是哥倫比亞一個羅馬天主教教區，屬布卡拉曼加總教區。
索科羅教區於1895年3月20日成立，1928年1月29日教座遷至聖希爾並易名至今。
教區位於桑坦德省東南部，2010年時有教友264,000人（佔轄區總人口96.4%）、四十七個堂區和108名司鐸。
現任教區主教為類斯·奧斯定·坎波斯-弗洛雷斯，榮休主教為嘉祿·日曼諾斯·梅薩-魯伊斯。